# Opel Astra
Opel Astra (ˈoːpəl ˈɑːstra) — компактный автомобиль, разработанный и производимый немецкой компанией Adam Opel AG с 1991 года. Astra (с лат. — «звезда») является продолжением линейки моделей Opel Kadett, начатой ещё в 1962 году.
Opel Astra также выпускается под марками Vauxhall Astra в Великобритании фирмой Vauxhall Motors, продающей на местном рынке модернизированные автомобили Opel с правым рулём, Buick Excelle XT — в Китае, Chevrolet Astra/Vectra — в Латинской Америке. Для американского и канадского рынков автомобиль выпускался под маркой Saturn Astra до тех пор, пока в 2009 году General Motors не отменила марку «Saturn». Holden Astra, выпускаемый для австралийского рынка, также был снят с производства в 2009 по причине своей неконкурентоспособности вследствие высокой цены, вызванной разностью обменных курсов валют. В 2012 году автомобиль вернулся на австралийский рынок под маркой Opel Astra, но уже через год продажи были прекращены. В 2015 году начались продажи трёхдверных версий автомобиля под маркой Holden Astra. Chevrolet Vectra (Astra H), выпускаемый для Латинской Америки, был снят с производства и заменен на Chevrolet Cruze.

## Происхождение названия
Название Astra возникло в Vauxhall, который производил и продавал Opel Kadett D (1979—1984) и Opel Kadett E (1984—1991) как Vauxhall Astra. Впоследствии, в конце 1980-х — начале 1990-х, GM Europe стандартизировала модельную номенклатуру (названия всех легковых автомобилей стали оканчиваться на букву «a»), что привело к тому, что модели носили одинаковые названия, вне зависимости от того, кто именно продавал автомобиль - Opel или Vauxhall.
К 2011 году вышло уже 4 поколения Opel Astra. Как это принято для всех моделей автомобилей Opel — каждое поколение обозначается буквой латинского алфавита. Официальная позиция Opel заключается в том, что Astra является логическим продолжением линейки Opel Kadett, поэтому первое поколение Opel Astra обозначается как Opel Astra F (последнее поколение Opel Kadett был Opel Kadett E).

## Opel Astra F
В 1991 году на автосалоне во Франкфурте компания Opel показала свою новую модель Astra F. Opel Astra первого поколения предлагала широкую гамму модификаций, состоящую из двух хетчбэков, седана, универсала «Caravan» и его коммерческой 3-дверной версии для перевозки грузов — «Astravan». Тогда же дебютировали и две спортивные модификации: GT и GSI. Все автомобили стали оснащать гидроусилителем руля и пылевым фильтром салона. Стали доступными такие опции, как кондиционер, подушка безопасности пассажира и кожаный интерьер. Двумя годами спустя гамму автомобилей Astra расширили за счет нового четырёхместного кабриолета и универсала «Caravan» c 16-клапанным двигателем X20XE.
В 1994 году автомобиль подвергли рестайлингу и немного изменили его внешность. Было улучшено качество отделки салона, в рулевом колесе появилась подушка безопасности, Экстерьер рестайлинговых Astra отличался новой фальшрадиаторной решёткой, фарами, зеркалами, ручками дверей и новыми колёсными дисками.
После окончания выпуска модели в Германии выпуск Astra F в бюджетных модификациях продолжали на заводе FSO в Польше под названием Astra Classic до 2002 года.

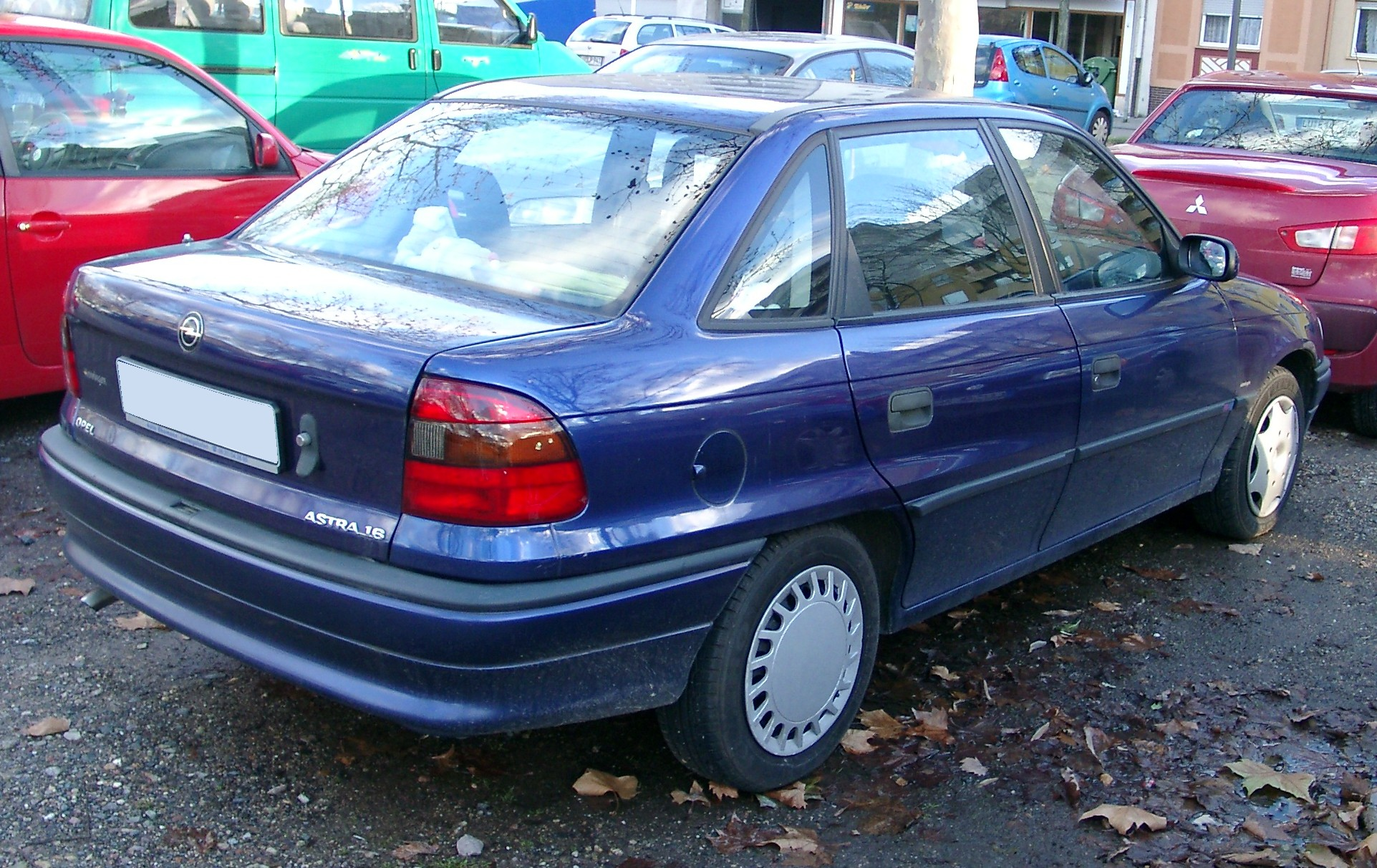
седан
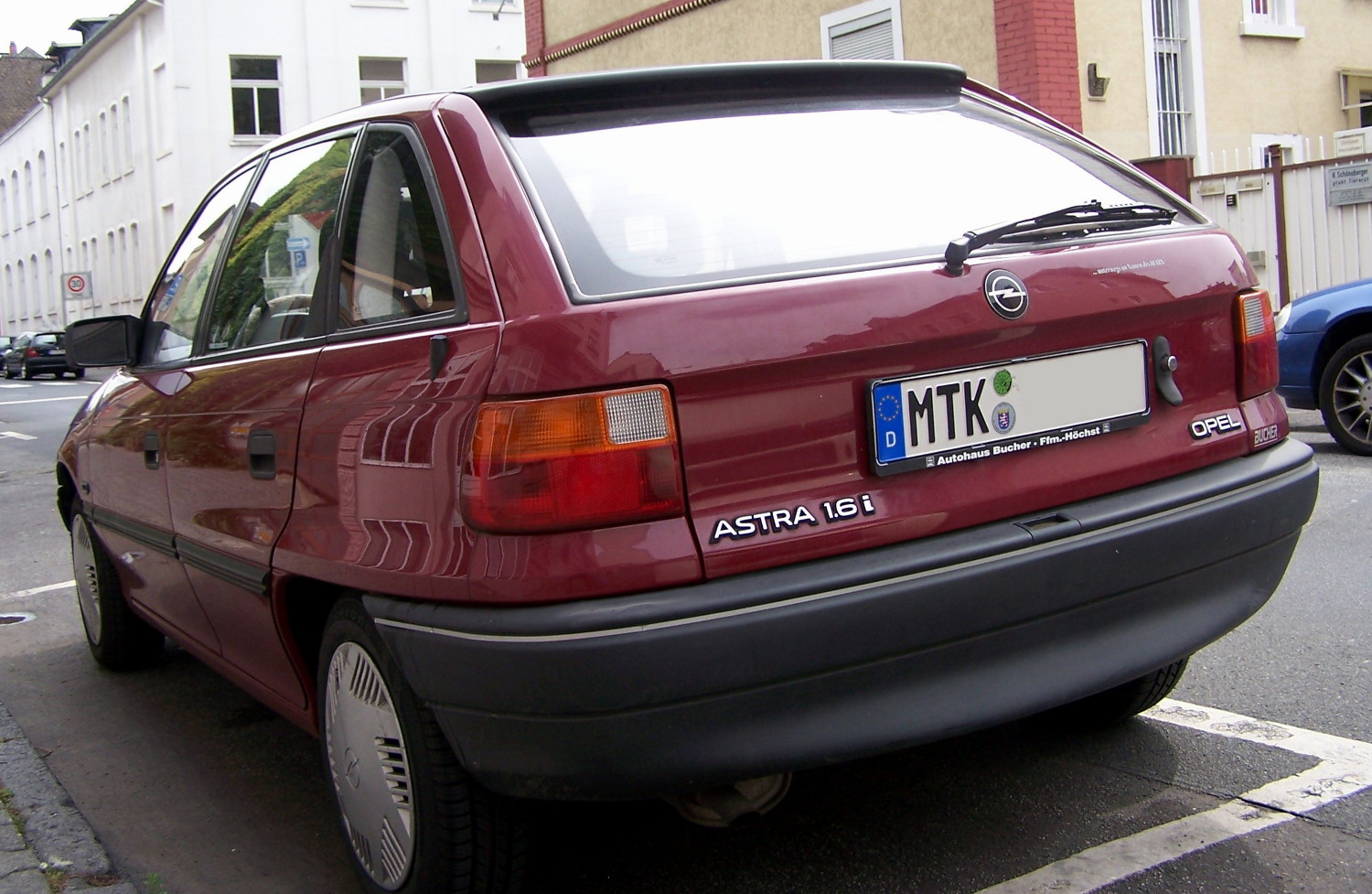
хетчбэк
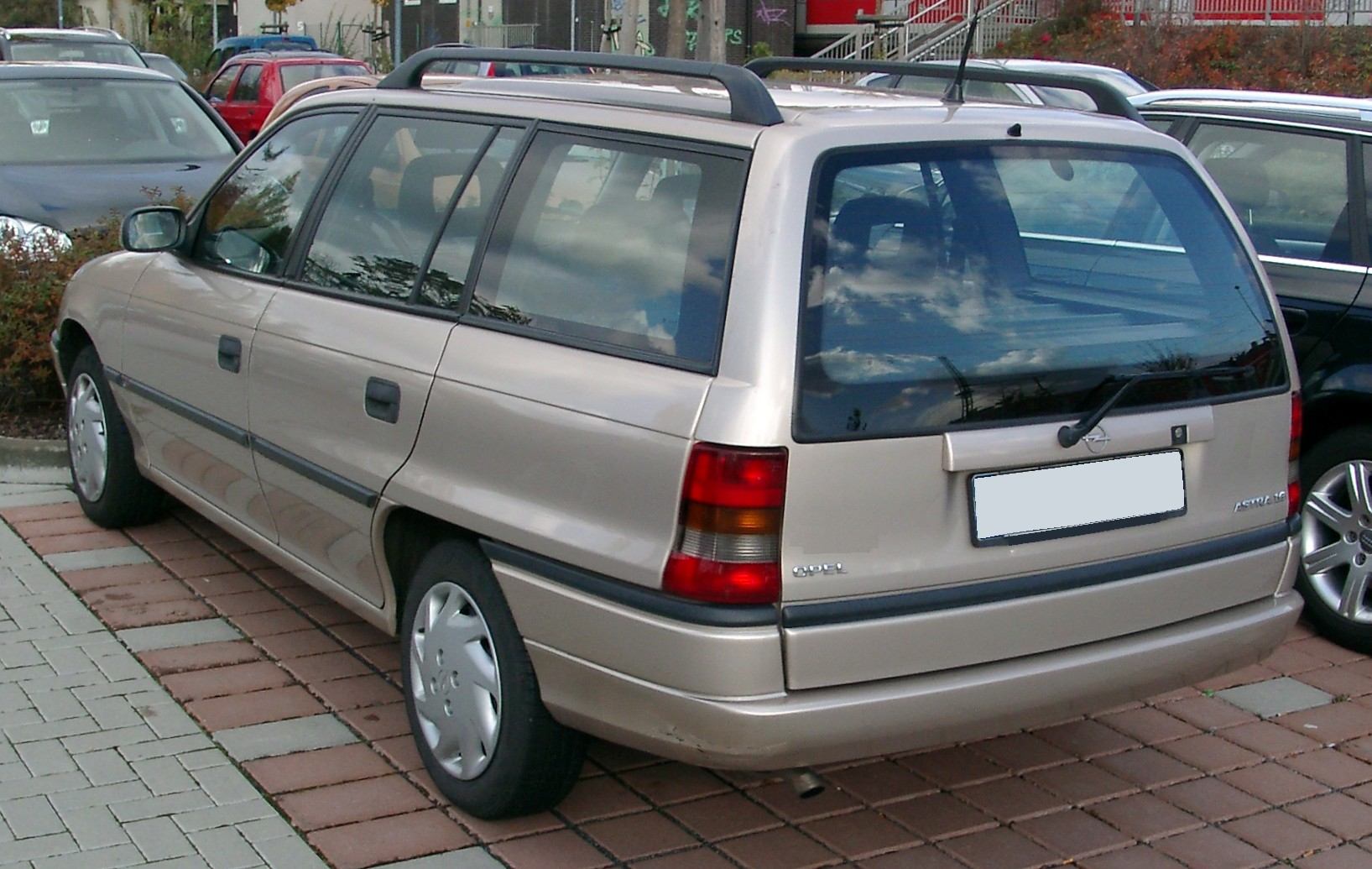
универсал
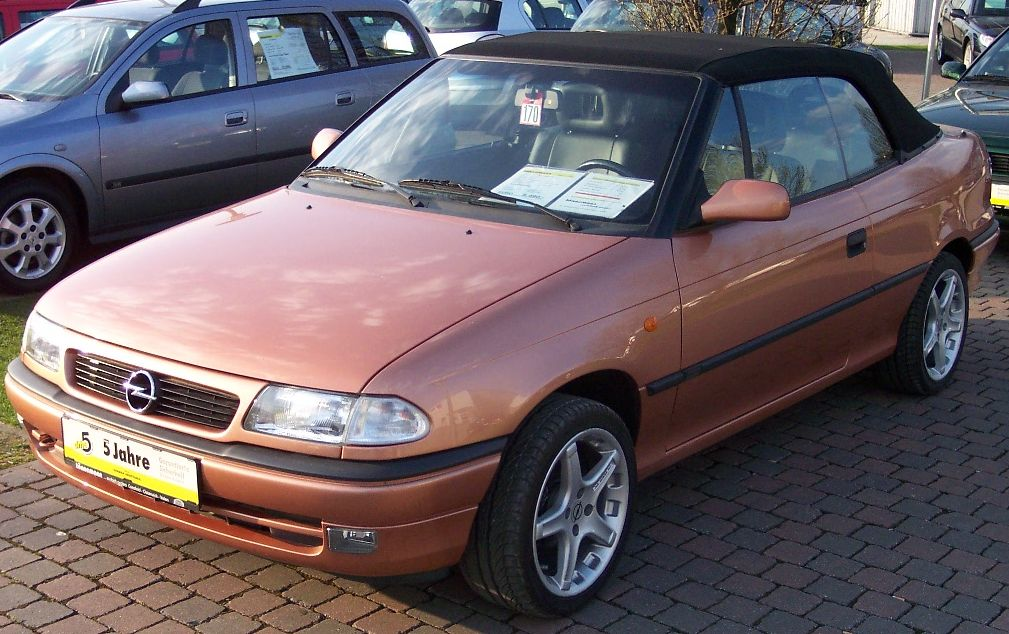
кабриолет

## Opel Astra G
В 1997 году на очередном автосалоне во Франкфурте впервые было представлено второе поколение Astra. Оно получило индекс G. Примечательно то, что от предшественницы не было взято ни одной важной детали: это был заново спроектированный автомобиль. Основные улучшения нового поколения коснулись эргономики, ходовых качеств, функциональности, качества отделки интерьера.
Opel Astra G предлагалась с тремя типами кузовов: два хетчбэка и универсал. Седан появился только спустя год. Кузов новой модели отличался отменной аэродинамикой, а также значительно возросла его прочность. Безопасность обеспечивают ремни безопасности, четыре подушки безопасности (две фронтальные (пассажирская опционально) и две боковые -(опция), спрятанные в спинках передних сидений). По заказу было возможно получить 6 подушек безопасности (дополнительные шторки Air bag в крыше).
В 1999 году на базе Astra в дизайнерском ателье Bertone была создана новая версия автомобиля с кузовом купе. В 2001 году на базе этого автомобиля была выпущена ещё одна модель — Opel Astra Cabrio. Обе модификации, несмотря на сравнительно невысокую цену, являются эксклюзивными, потому что они собирались вручную на заводе Bertone.
На этой модели с августа 1999 года впервые можно было увидеть работу OPC (Opel Performance Center), которая начала выпуск доработанных автомобилей с атмосферным двигателем X20XER (118 кВт/160 л. с., 1999—2002, ОРС I), а с 2002 по 2004 — с турбированным двигателем Z20LET (141 кВт/192 л. с. и 147 кВт/200 л. с., OPC II).
Выпуск второго поколения Opel Astra был прекращен в 2004 году, однако в России данную модель продавали и в первой половине 2005 года.
После окончания выпуска модели в Германии производство Astra G продолжали на заводе «FSO» в Польше в кузове «седан» под именем Classic 2 до 2006 года и на Украине на заводе «ЗАЗ» в г. Запорожье — по октябрь 2008 года.
GM-АвтоВАЗ выпускал седан Astra G под именем Chevrolet Viva с 2004 по 2008 год.

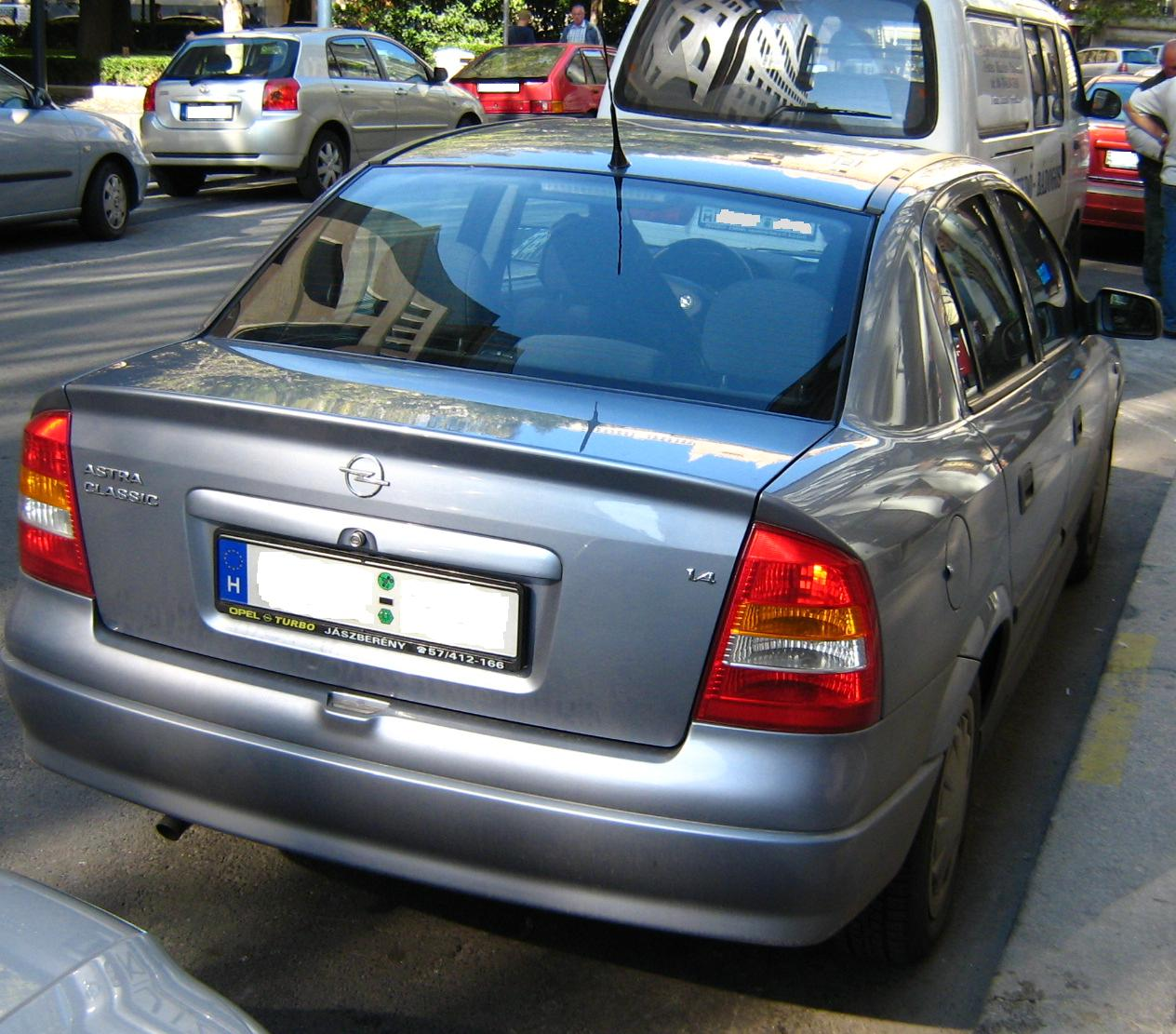
седан
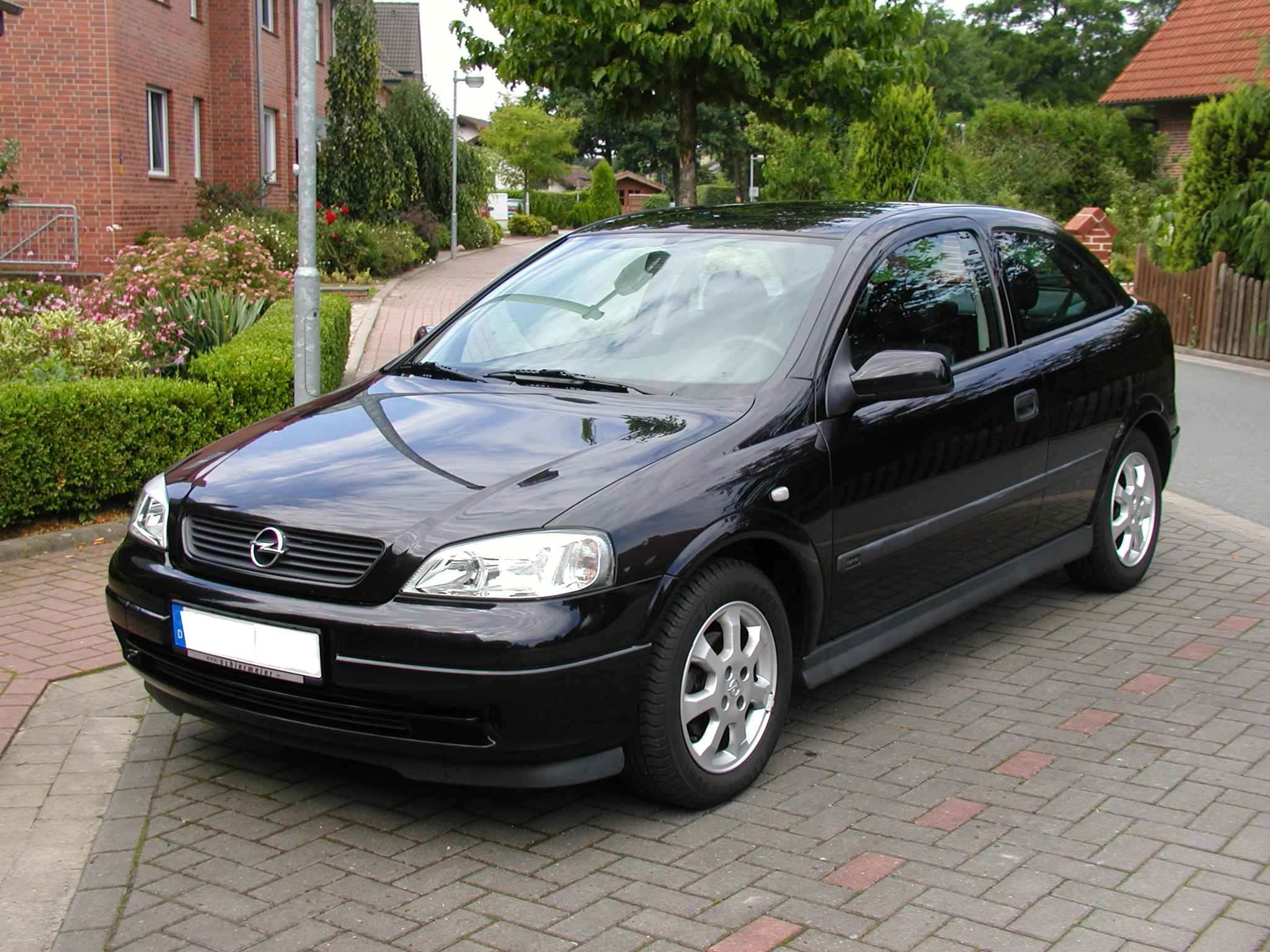
хетчбэк
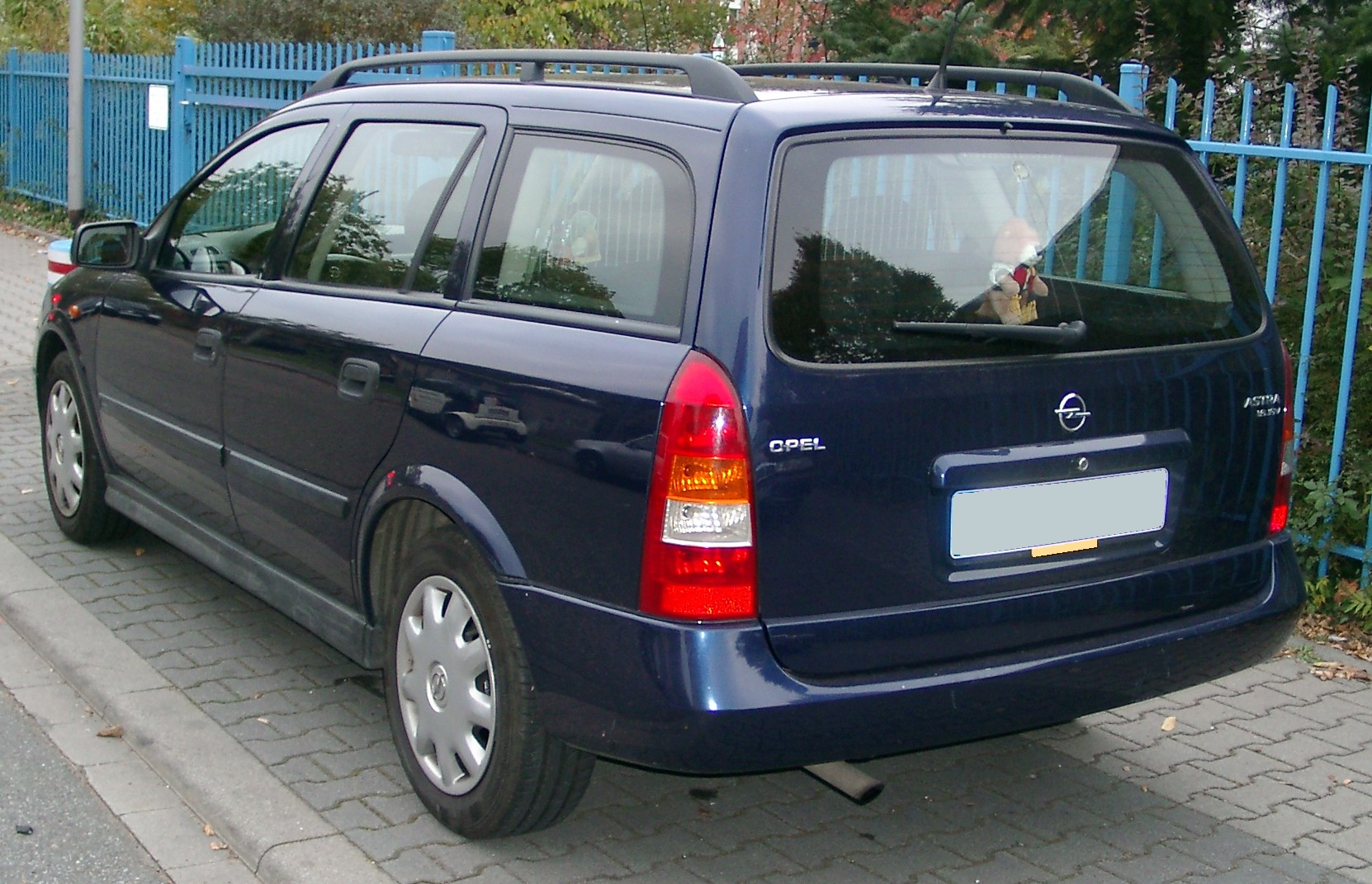
универсал
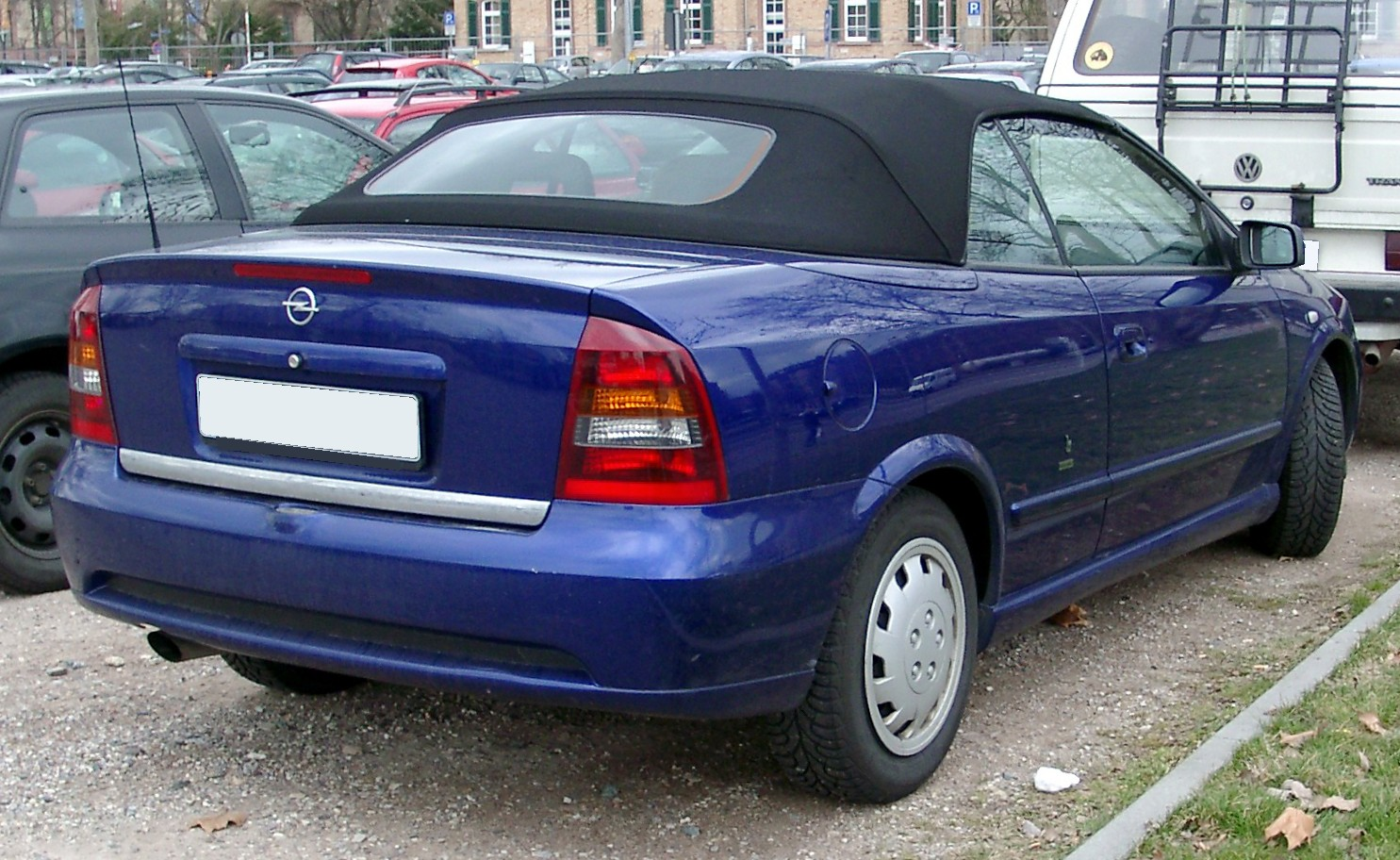
кабриолет
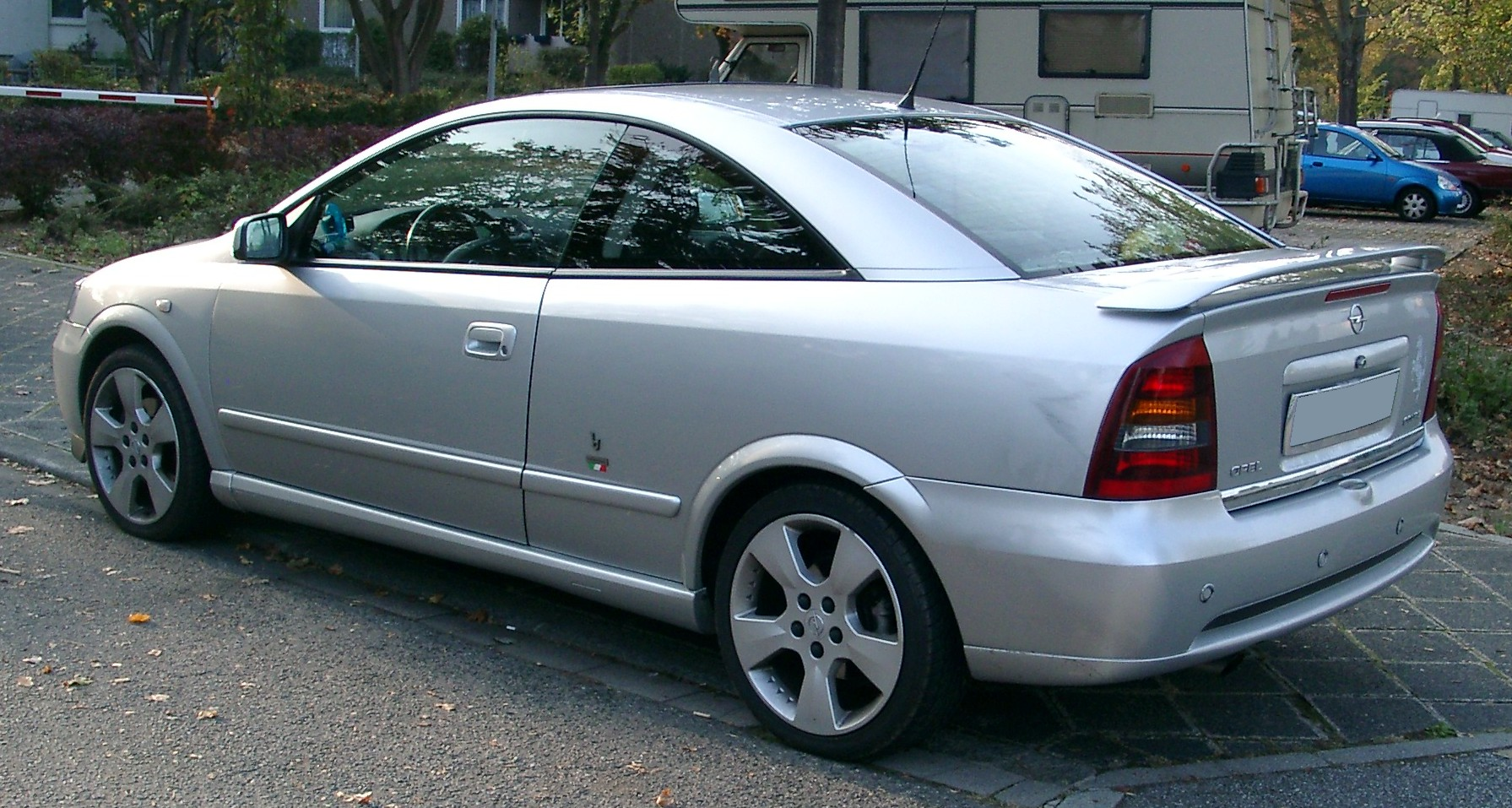
купе от Bertone

## Opel Astra H
В сентябре 2003 года на Франкфуртском автосалоне было представлено третье поколение Opel Astra. С конца 2010 по 2014 год производился на заводе «Автотор» в Калининграде.

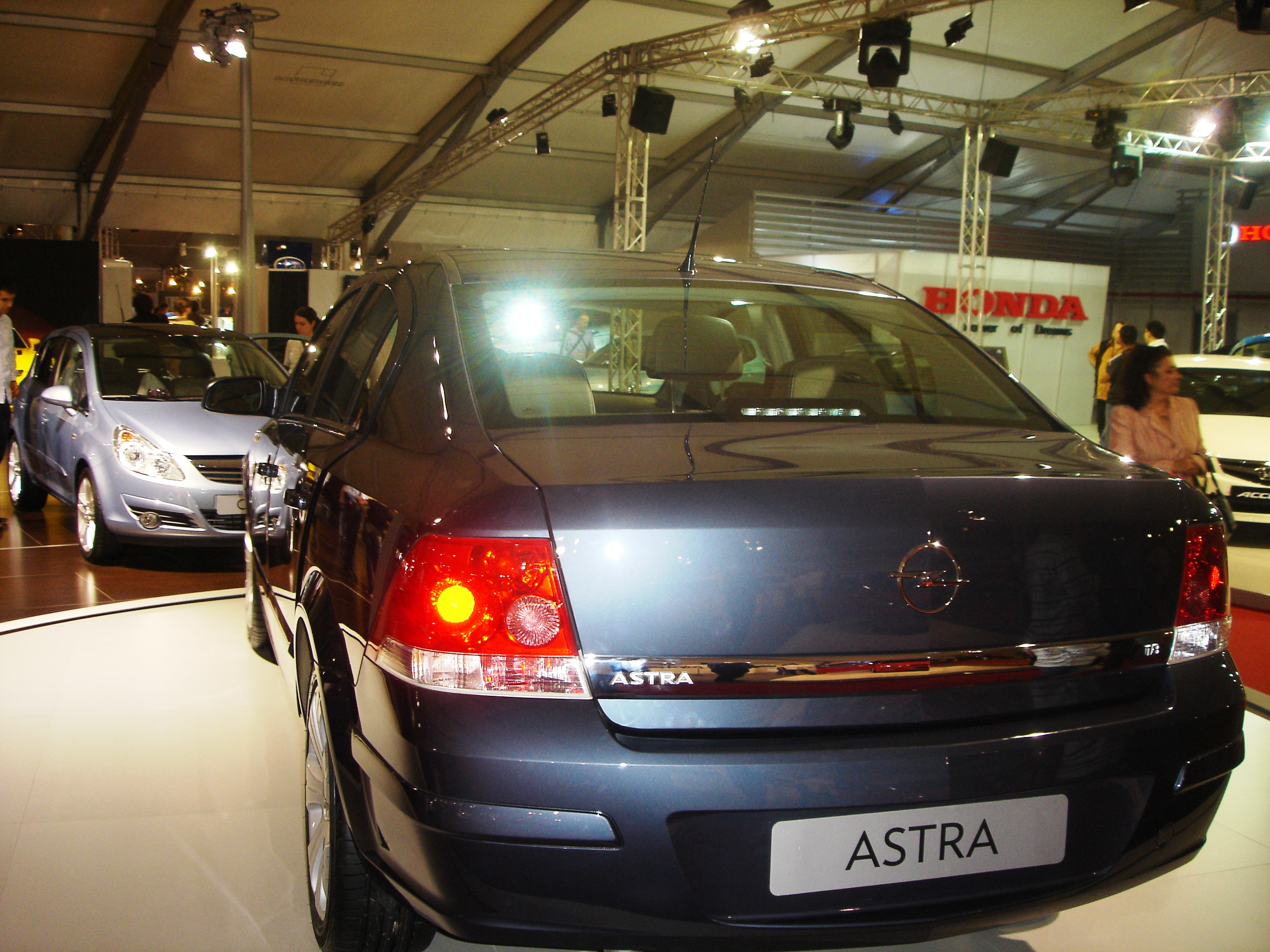
седан
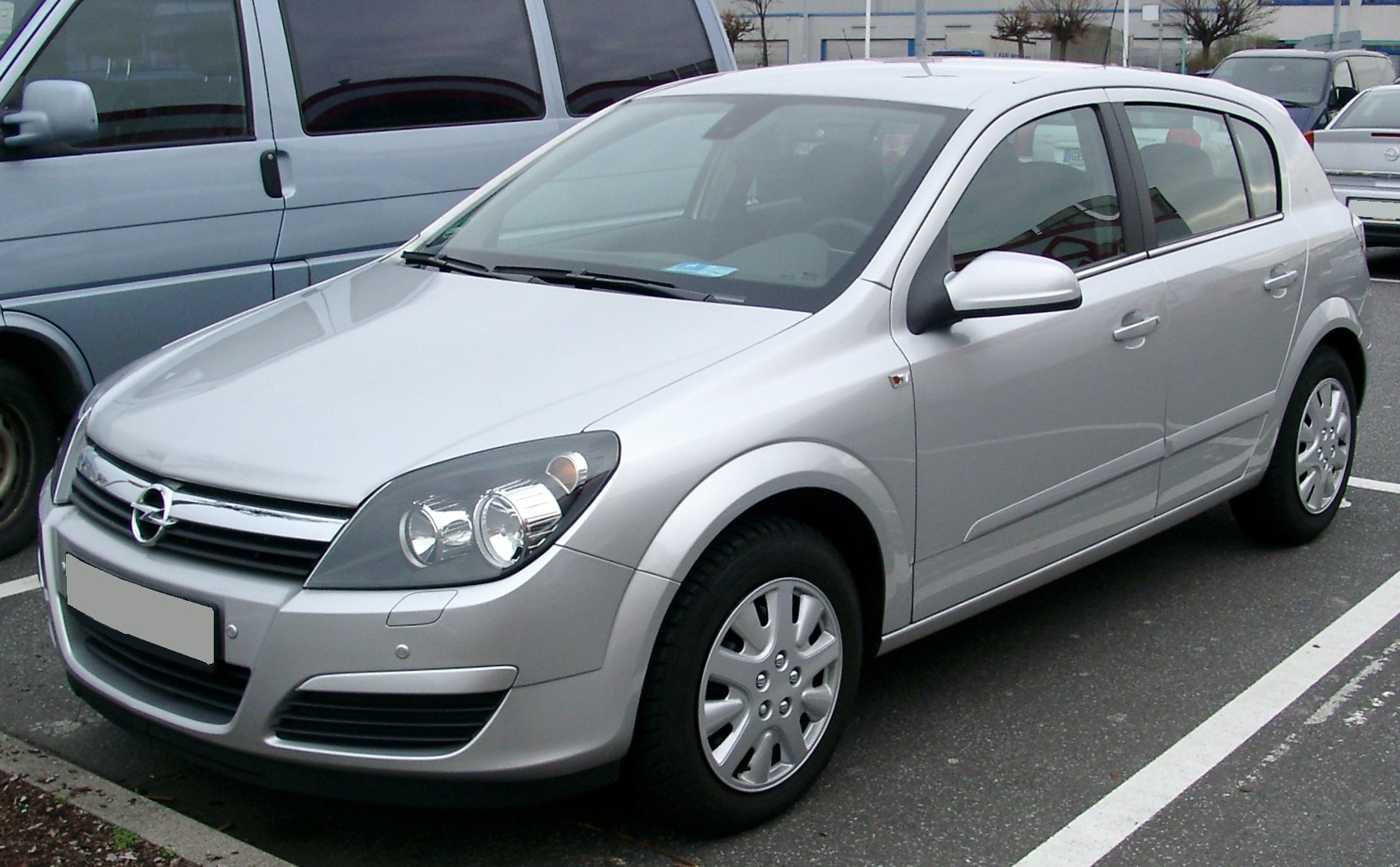
хетчбэк
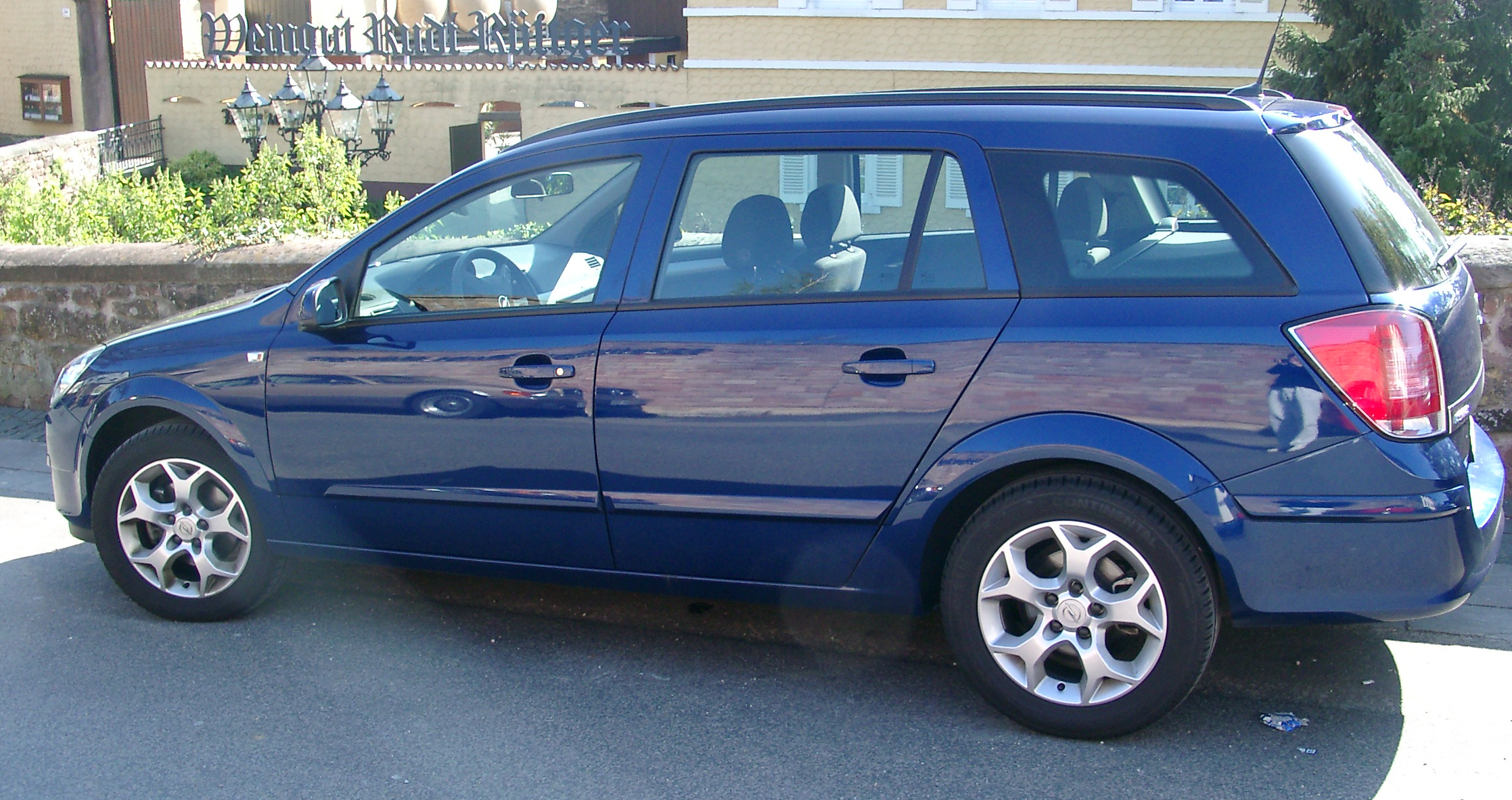
универсал
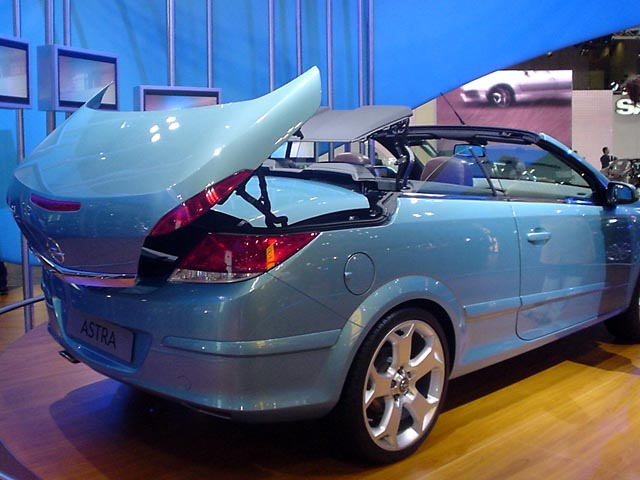
кабриолет

## Opel Astra J

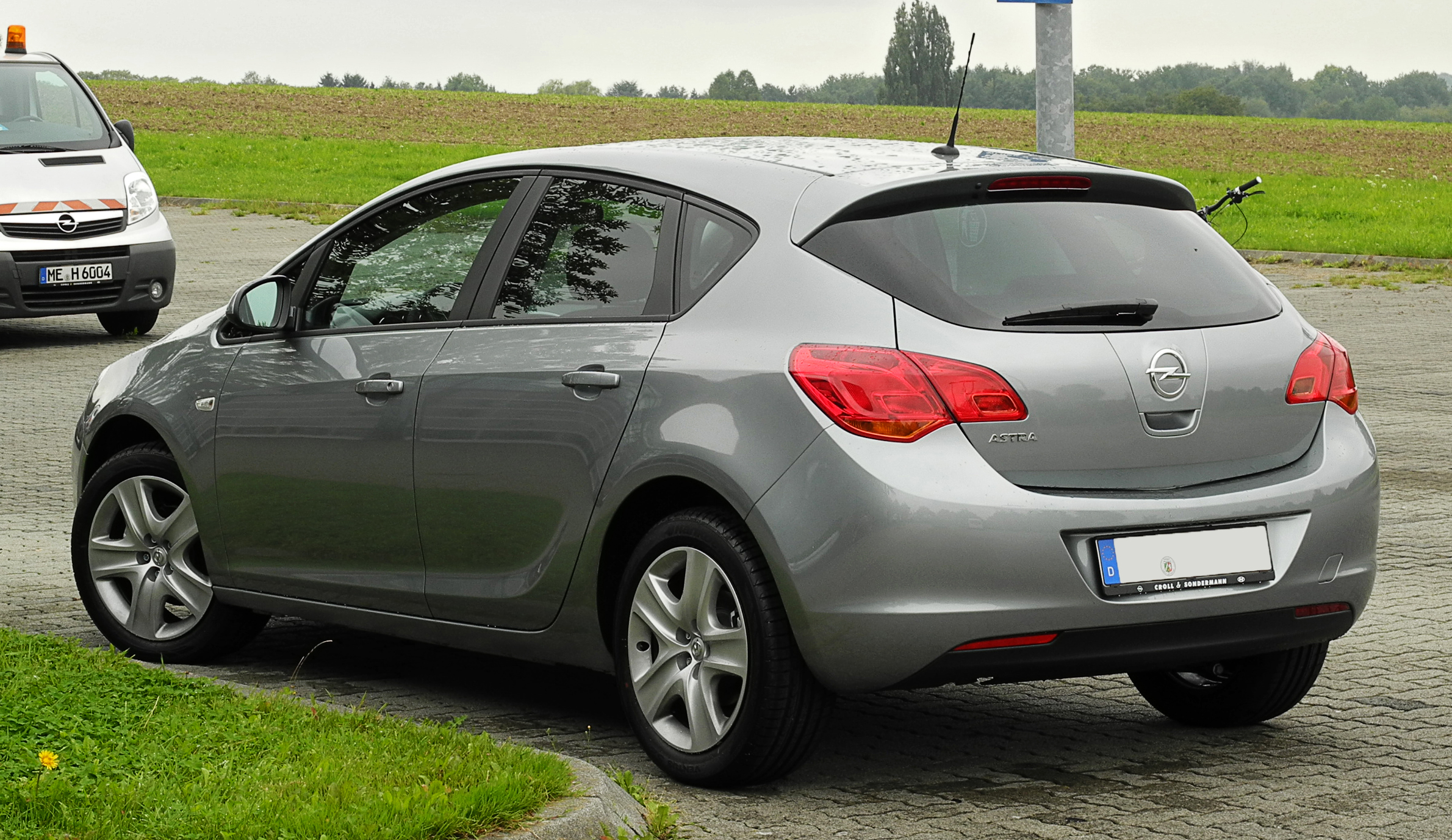
5‑дв. хетчбэк (5‑мест.)
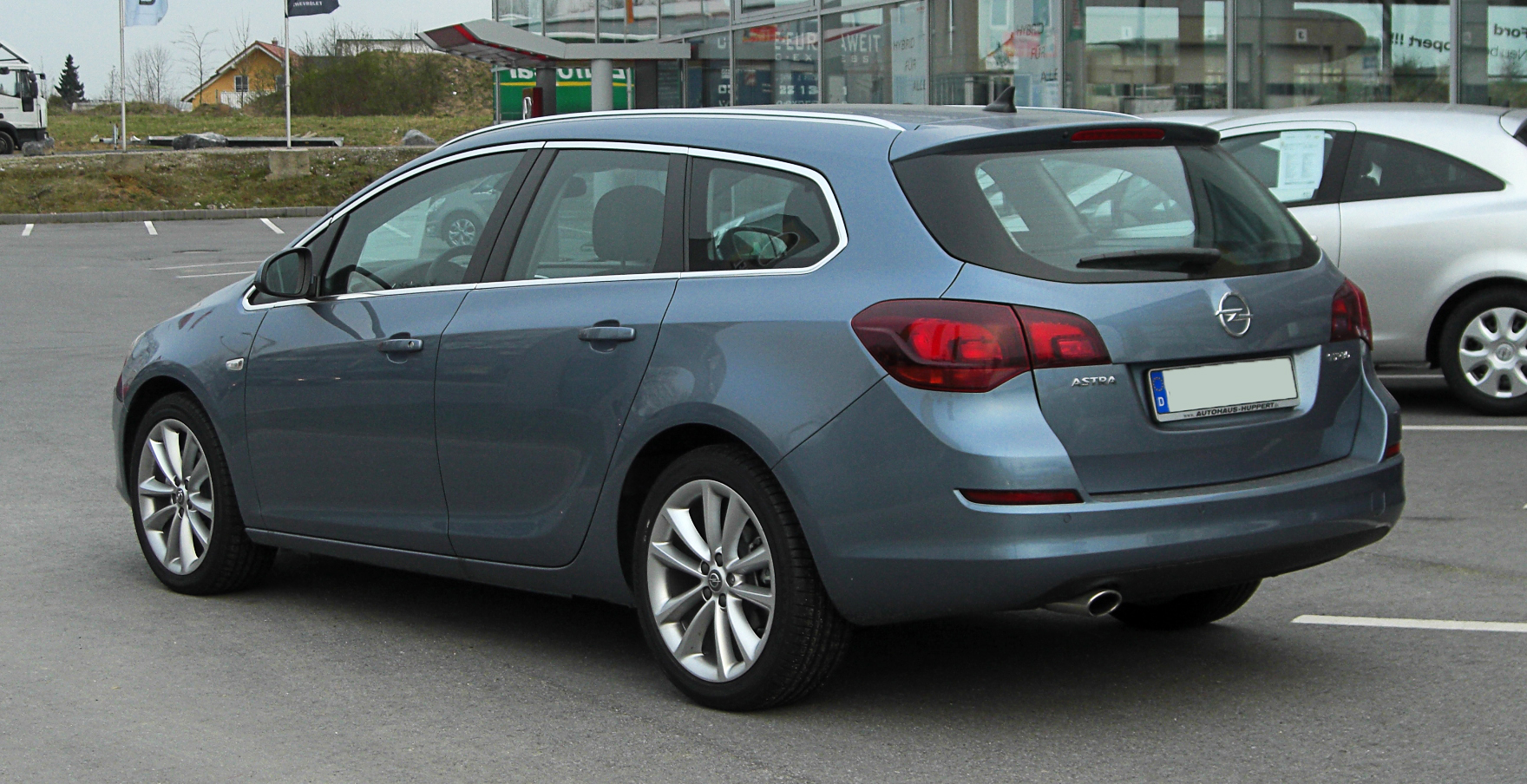
5‑дв. универсал (5‑мест.)
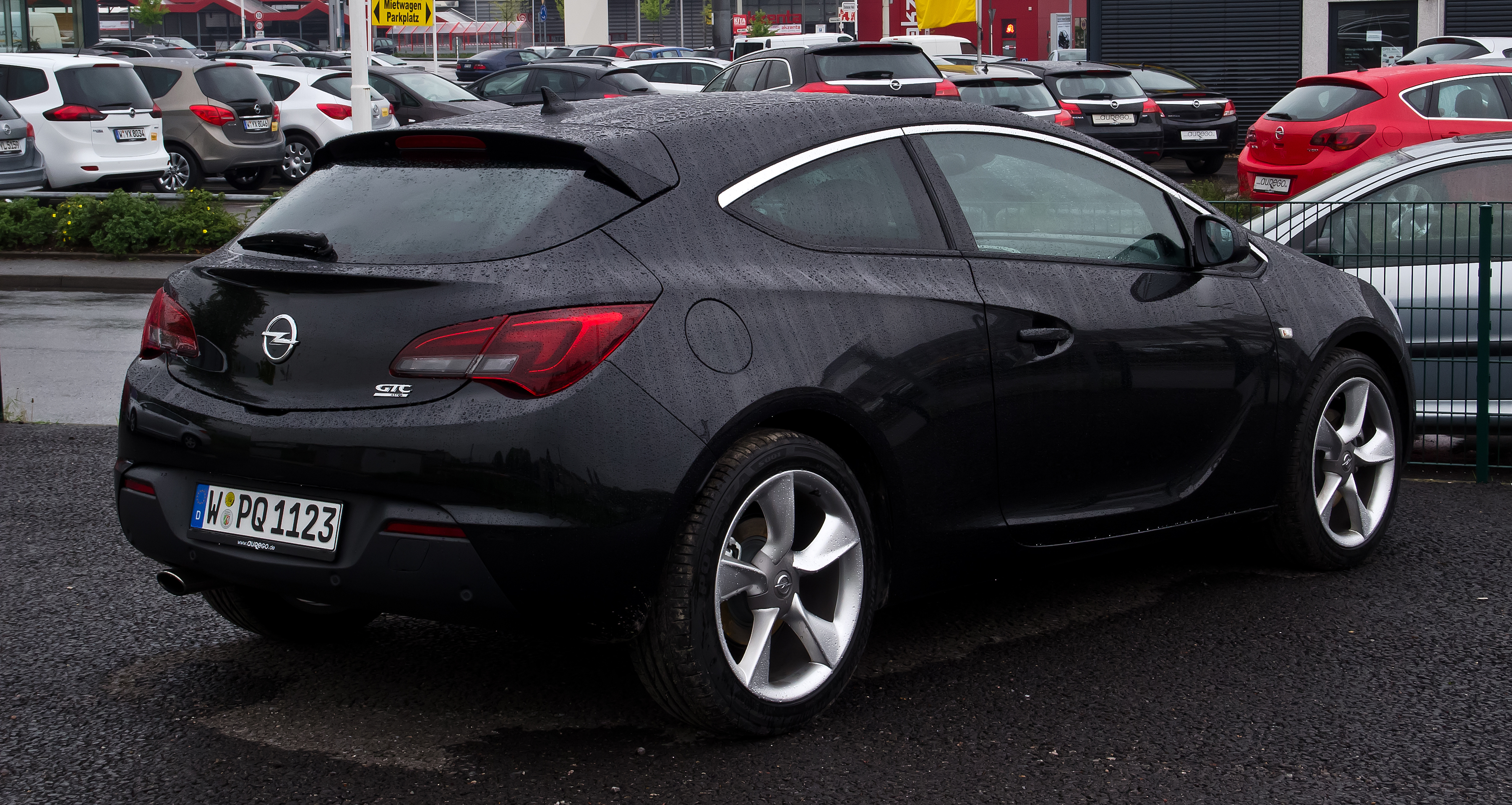
Opel Astra GTC
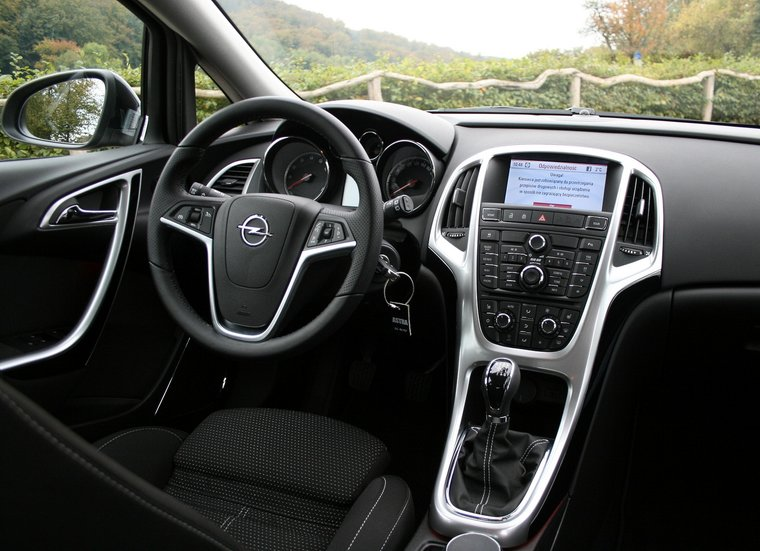
Вид изнутри

## Opel Astra K

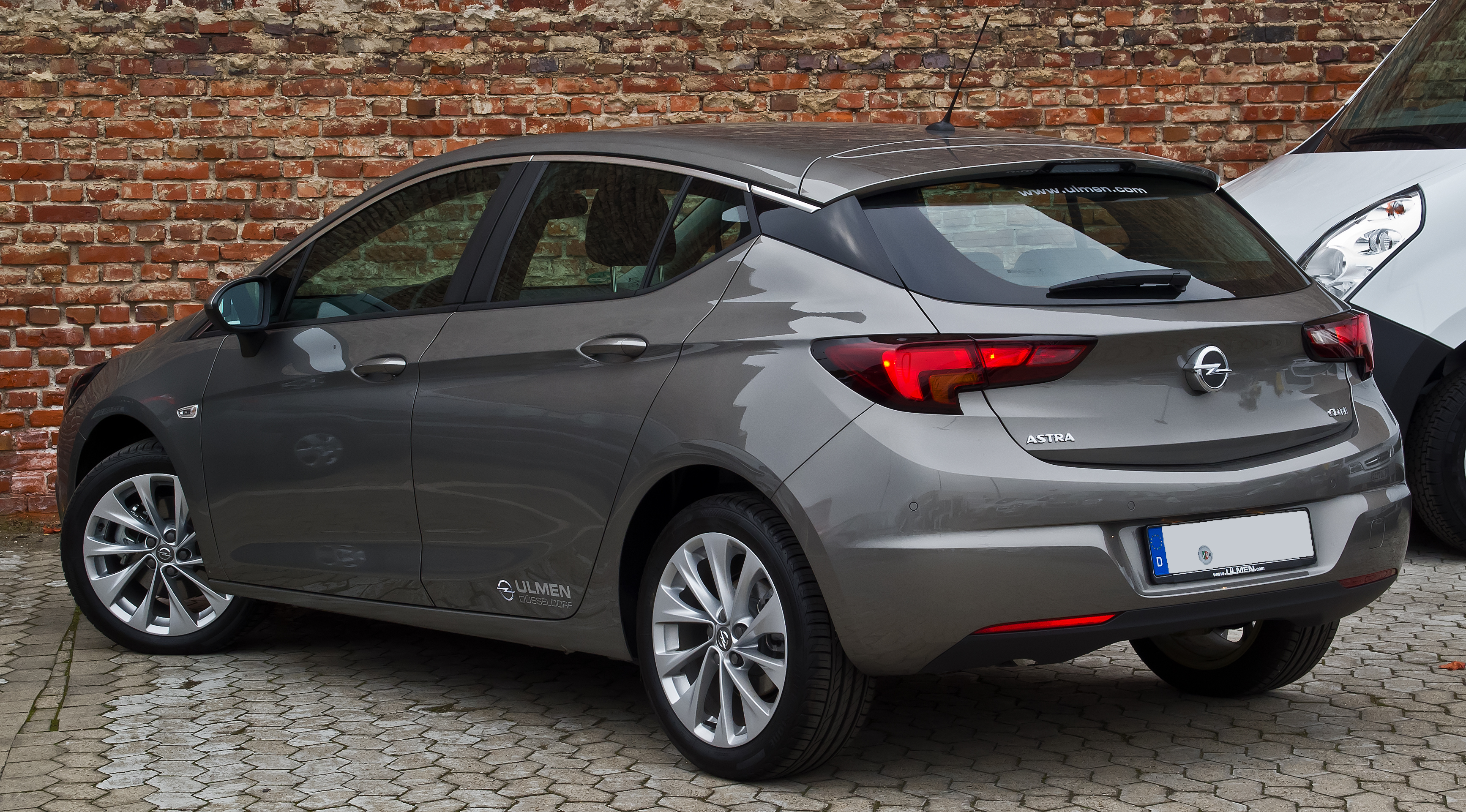
5-дв. Хетчбэк
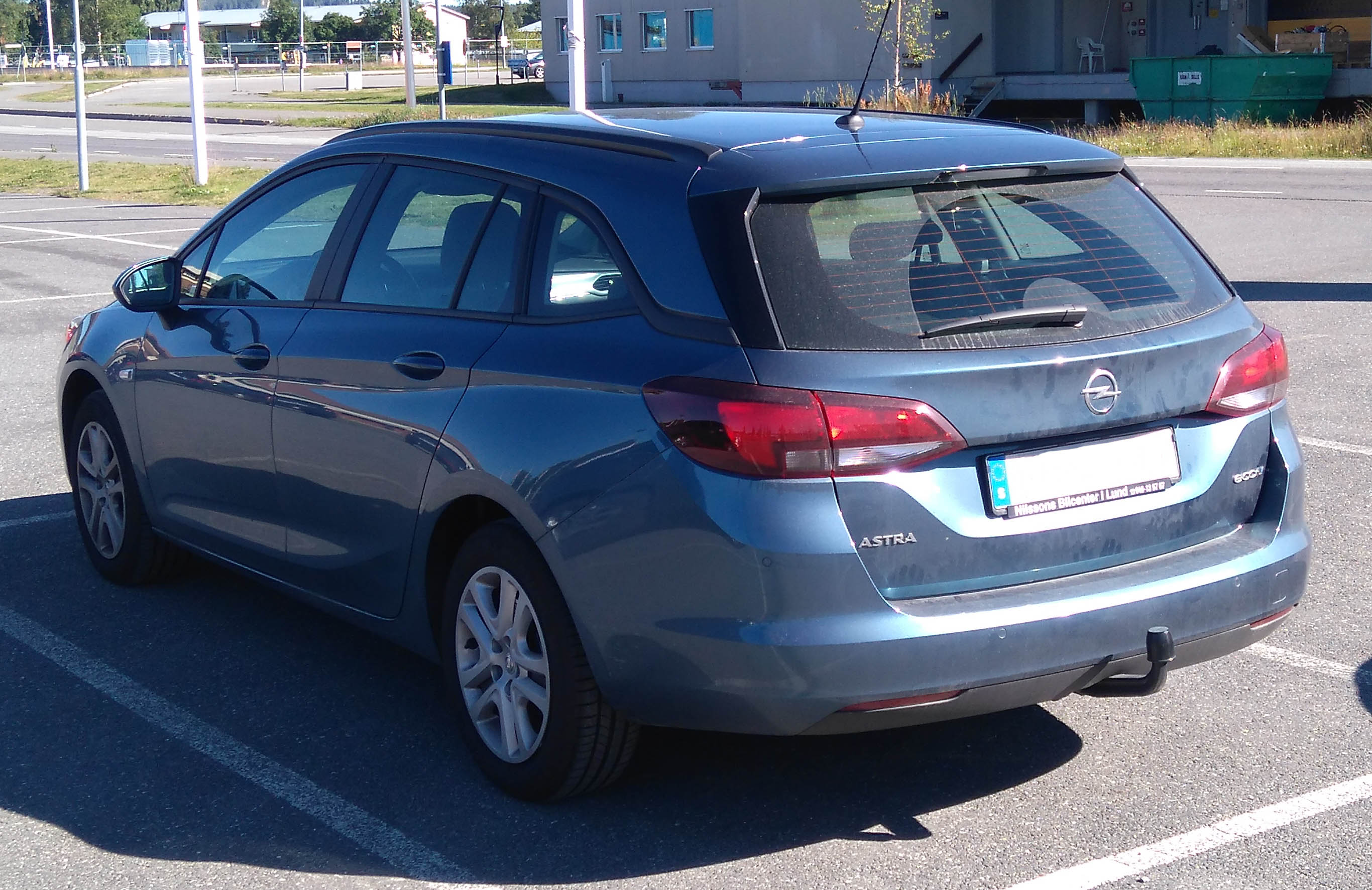
Универсал
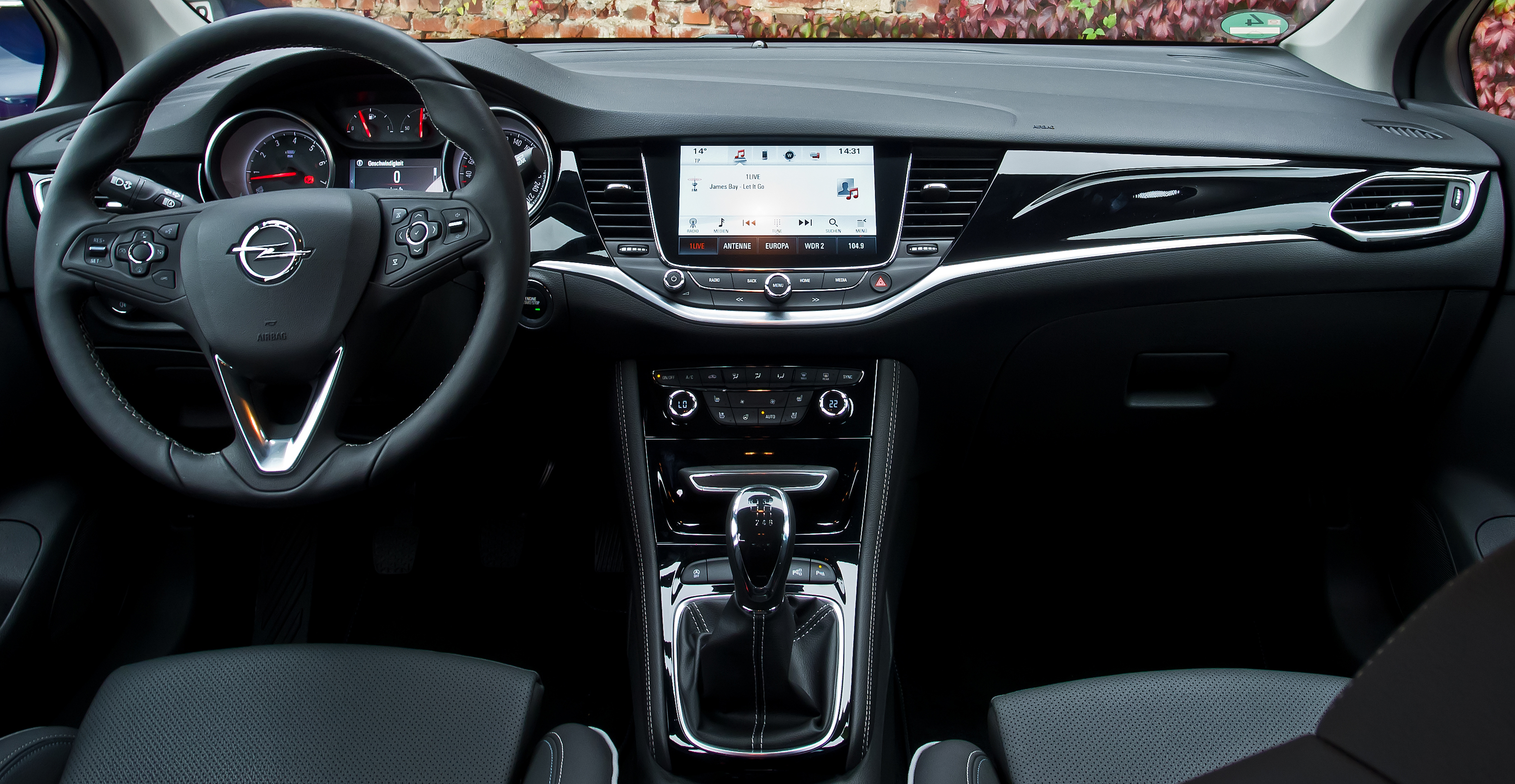
Интерьер

## Opel Astra L
13 июля 2021 года было представлено шестое поколение Opel Astra.

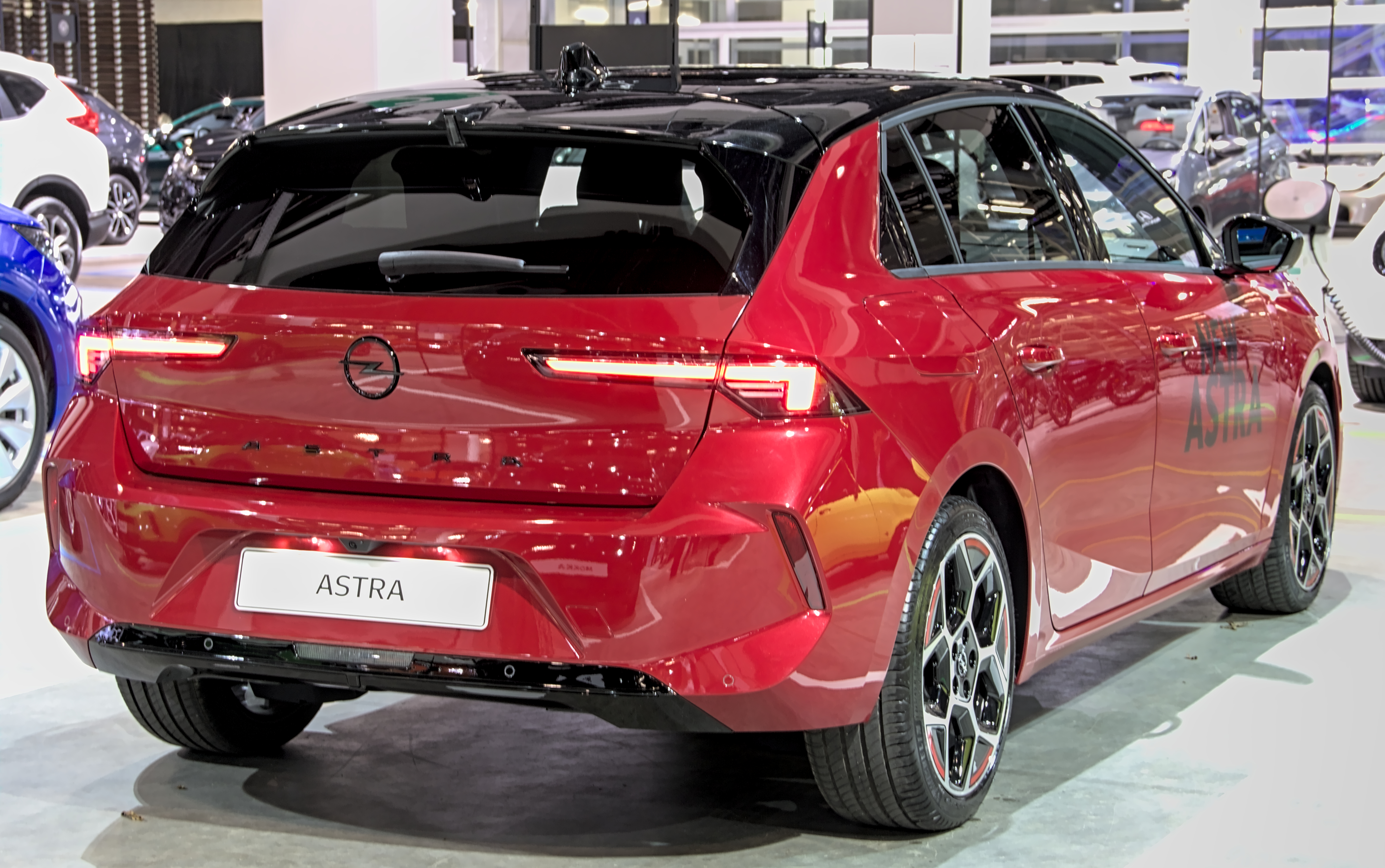
5-дв. Хетчбэк

## Производство и продажи
| Рынок                           | 1991   | 1992   | 1993   | 1994   | 1995   | 1996   | 1997   | 1998   | 1999   | 2000   | 2001   | 2002   | 2003  | 2004   | 2005   | 2006   | 2007   | 2008  | 2009   | 2010  | 2011  | 2012  |
| ------------------------------- | ------ | ------ | ------ | ------ | ------ | ------ | ------ | ------ | ------ | ------ | ------ | ------ | ----- | ------ | ------ | ------ | ------ | ----- | ------ | ----- | ----- | ----- |
| Германия                        | 40787  | 300804 | 251050 | 228186 | 220104 | 198384 | 191254 | 220095 | 229756 | 157936 | 144183 | 112494 | 89567 | 110028 | 122841 | 108313 | 83048  | 76069 | 104750 | 72685 | 86579 | 66981 |
| Великобритания (Vauxhall Astra) | 71437* | 88858  | 108204 | 98098  | 100709 | 86068  | 89537  | 81494  | 92050  | 93276  | 98999  | 102107 | 96929 | 85087  | 108461 | 105296 | 113894 | 90641 | 67729  | 80646 | 62575 | 63023 |
| Нидерланды                      | 0      | 40163  | 26702  | 29532  | 29902  | 25526  | 25810  | 34025  | 40399  | 31641  | 21809  | 16154  | 13146 | 13088  | 14521  | 13343  | 12317  | 9186  | 4638   | 9332  | 11350 | 8009  |

```
* - вместе с 
Opel Kadett
```